# Darmmykose

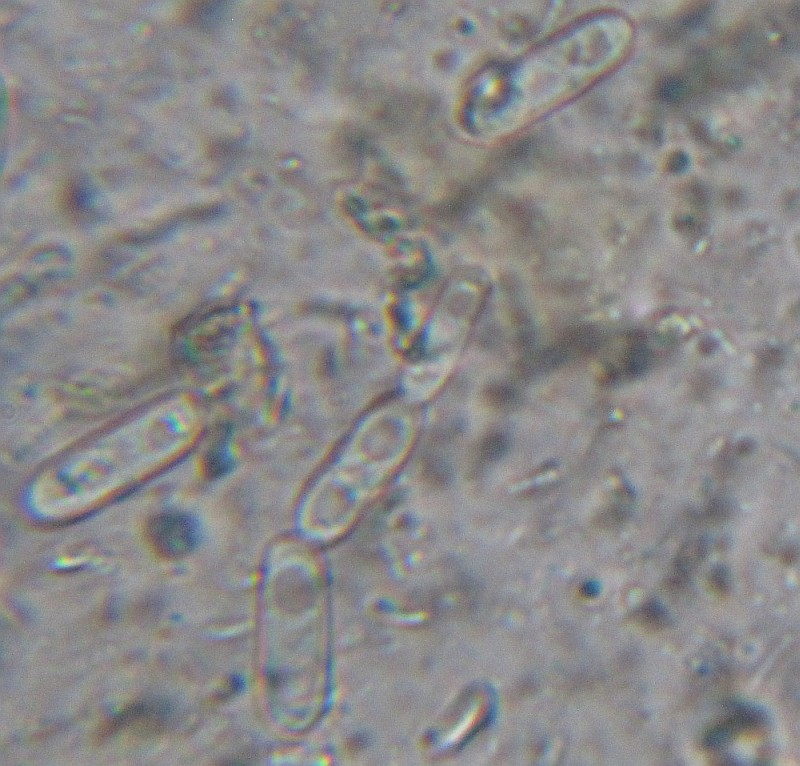
Mikroskopisches Bild eines Kotausstrichs bei Darmmykose

Als Darmmykose bezeichnet man eine auf den Darm beschränkte Infektionskrankheit mit Pilzen (Mykose), vor allem Hefen. Sie tritt vor allem bei Kaninchen und pflanzenfressenden Nagetieren wie Meerschweinchen bei falscher Fütterung im Heimtierbereich auf.

## Ursachen und klinisches Bild
Da Hefen auf leichtverdrauliche Kohlenhydrate angewiesen sind, liegt die Ursache meist in einer falschen Ernährung mit einem hohen Anteil an Zuckern und Stärke. Dadurch kommt es zu einer Störung der empfindlichen Darmflora und starken Vermehrung der Hefen.
Kardinalsymptom ist Durchfall. Sekundär kann es aufgrund der Bildung von Gasen und toxischer Abbauprodukte der Hefen zu einer Darmtympanie kommen. Bei Kaninchen kommt es häufig auch zu einer vermehrten Bildung von Blinddarmkot. Gelegentlich können auch Hauterscheinungen wie vermehrter und anhaltender Fellwechsel bei Kaninchen oder glanzloses struppiges Fell mit stärkerem Haarausfall bei Nagern auftreten.

## Diagnose und Behandlung

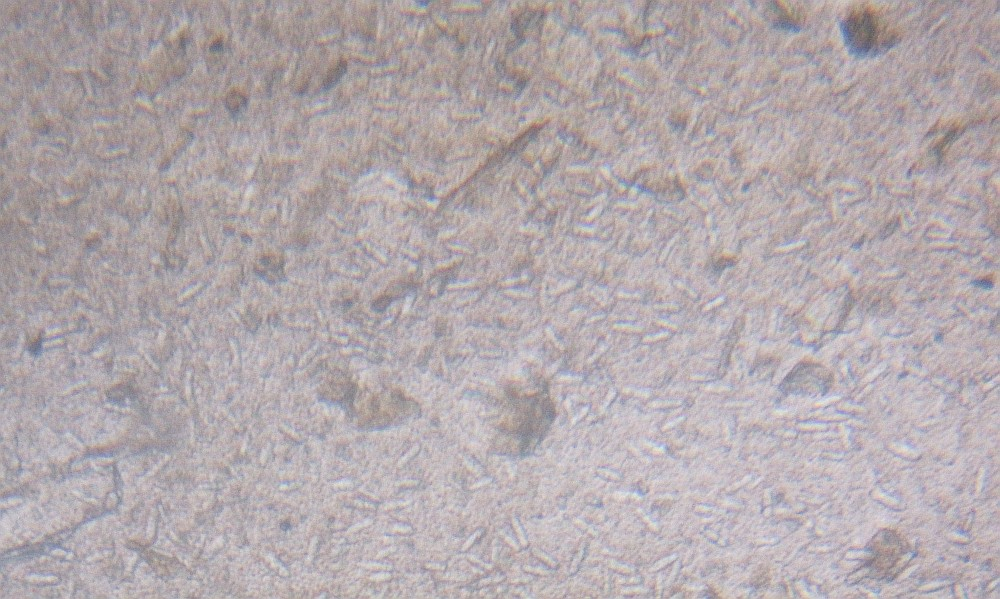
Mikroskopisches Bild eines Kotausstrichs bei Darmmykose

Die Diagnose wird über einen Kotausstrich mittels mikroskopischer Untersuchung gestellt. Die Hefen zeigen sich infolge der Sprossung als erdnussähnliche Gebilde.
Wichtigste therapeutische Maßnahme ist ein Futterwechsel auf rohfaserreiches und nährstoffarmes Futter („Heudiät“). Bei ausgeprägtem Krankheitsbild werden Antimykotika wie Nystatin eingesetzt. Bei einer Darmtympanie wird zusätzlich ein Entschäumer wie Polydimethylsiloxan verabreicht.

## Alternativmedizin
In alternativmedizinischen Kreisen wird oft eine Pilzbesiedlung des Darmes als Ursache für eine Vielzahl von Beschwerden angenommen. Entsprechende Diagnose- und Behandlungsverfahren werden angeboten (→ Candida-Hypersensitivitäts-Syndrom).